# Auriculodes gaziensis
Auriculodes gaziensis е вид охлюв от семейство Ellobiidae.

## Разпространение и местообитание
Този вид е разпространен в Кения и Танзания.
Обитава крайбрежията на сладководни басейни.